# Giacomo Serpotta
Pour les articles homonymes, voir Famille Serpotta.
Giacomo Serpotta, né le 10 mars 1656 à Palerme et mort dans la même ville le 27 février 1732, est un sculpteur italien typique du baroque sicilien et du rococo, dont le style se caractérise par le travail du stuc. On lui doit l'invention de la technique de l'allustratura, à base d'hydroxyde de calcium, qui donne un fini lumineux et translucide.
La plupart de ses œuvres se trouvent en Sicile, notamment à Palerme, à Alcamo et à Agrigente.
Il appartient à une famille de sculpteurs siciliens, les Serpotta, dont il est le représentant le plus connu.

## Œuvres
Les principales réalisations de Giacomo Serpotta sont :
- Église Santa Maria dell’Itria (Monreale, 1677) : une de ses premières œuvres documentées.
- Oratoire San Mercurio (Palerme, 1678) près de Saint-Jean des Ermites.
- Oratoire du Rosaire de Santa Cita (Palerme, 1685–1718) mettant en scène les mystères du Rosaire.
- Oratoire San Lorenzo (Palerme, 1699–1707) dont les bas-reliefs en stuc représentent des scènes de la vie de saint François et celle de saint Laurent.
- Oratoire San Domenico (Palerme, 1717–1728).
- Oratoire Santa Caterina d’Alessandria (Palerme) : dernier projet de Serpotta, poursuivi par son fils , Procopio.

## Galerie

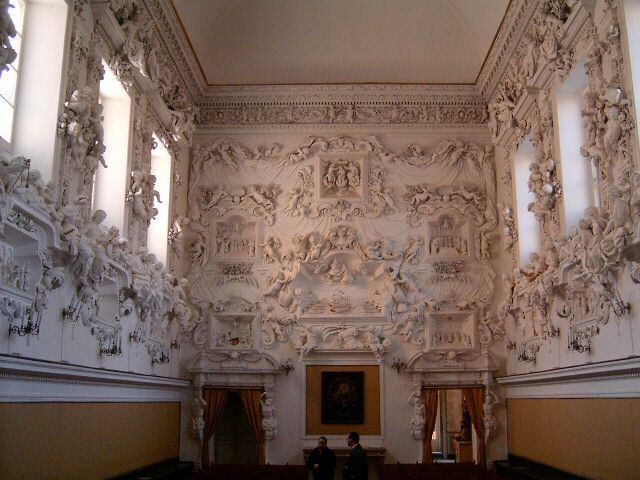
Oratoire du Rosaire à Santa Cita, Palerme
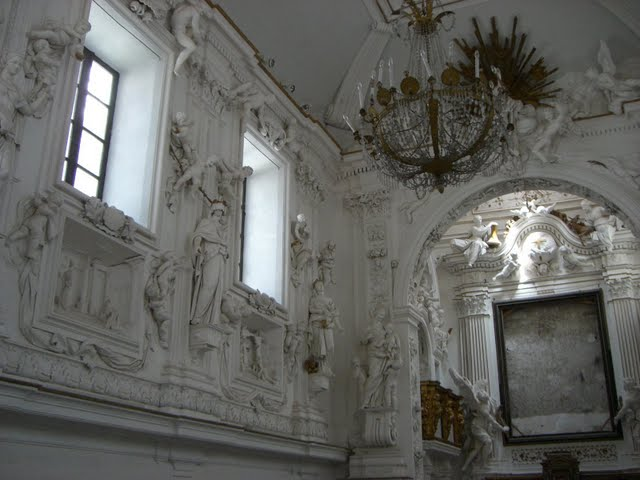
Oratoire de San Lorenzo, Palerme
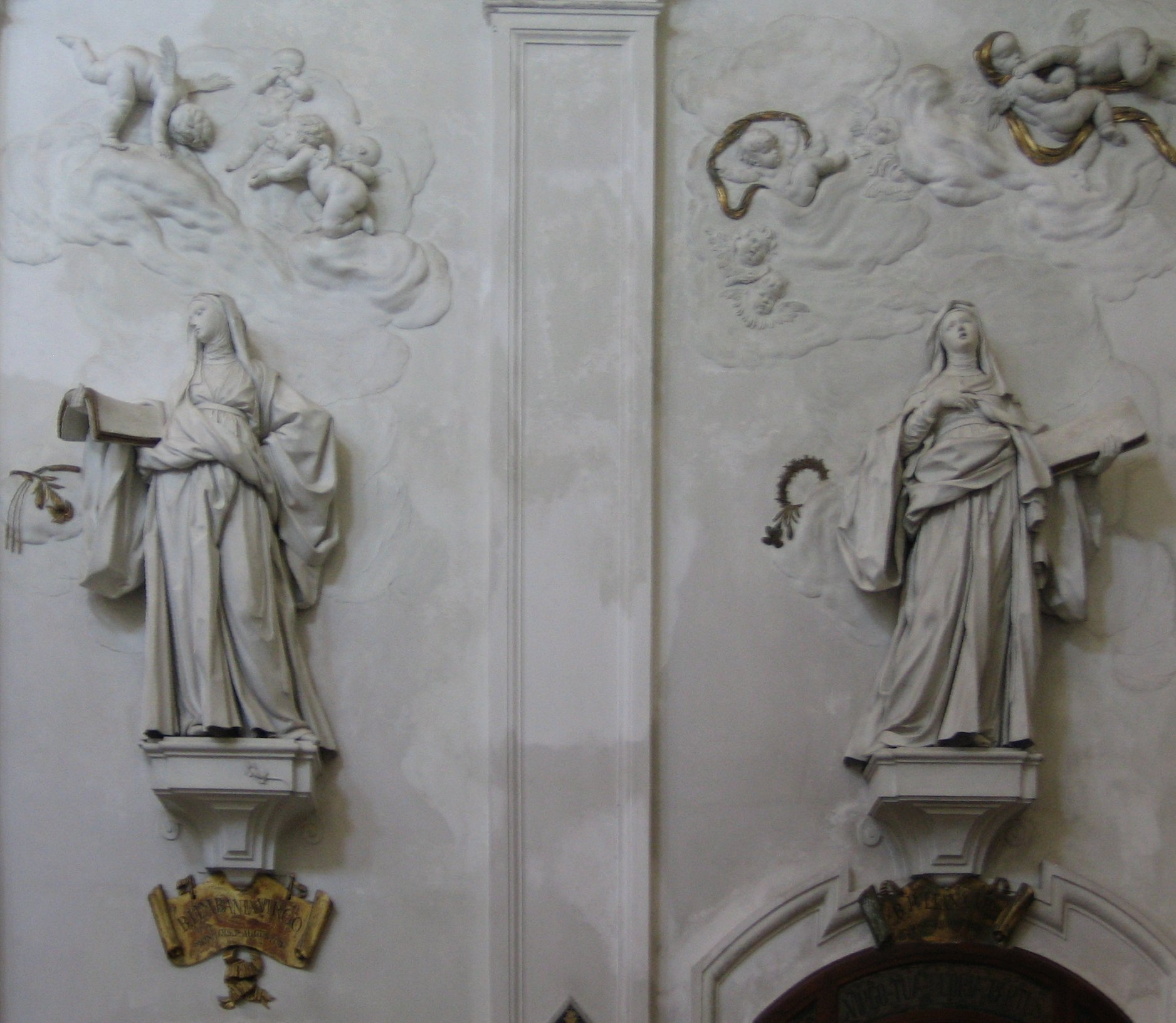
Oratoire de San Domenico, Palerme
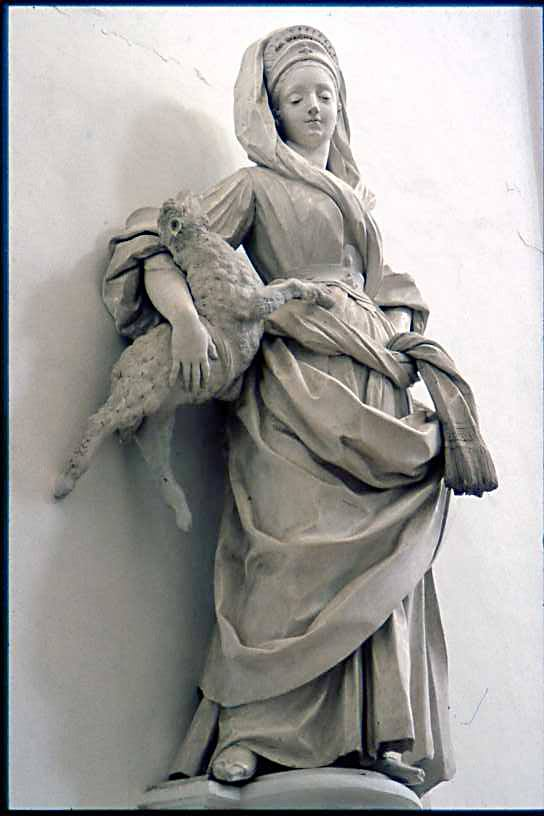
Badia Nuova, Alcamo : allégorie de la Mansuétude
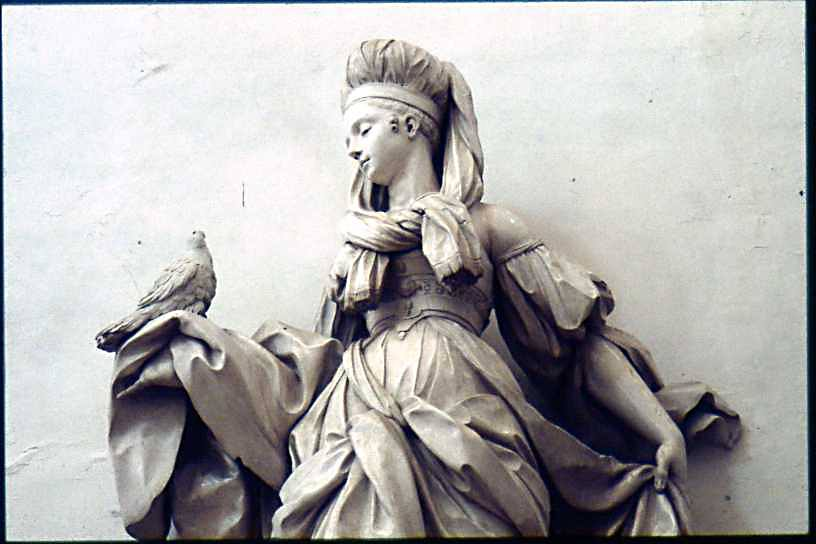
Badia Nuova, Alcamo : allégorie de la Pureté
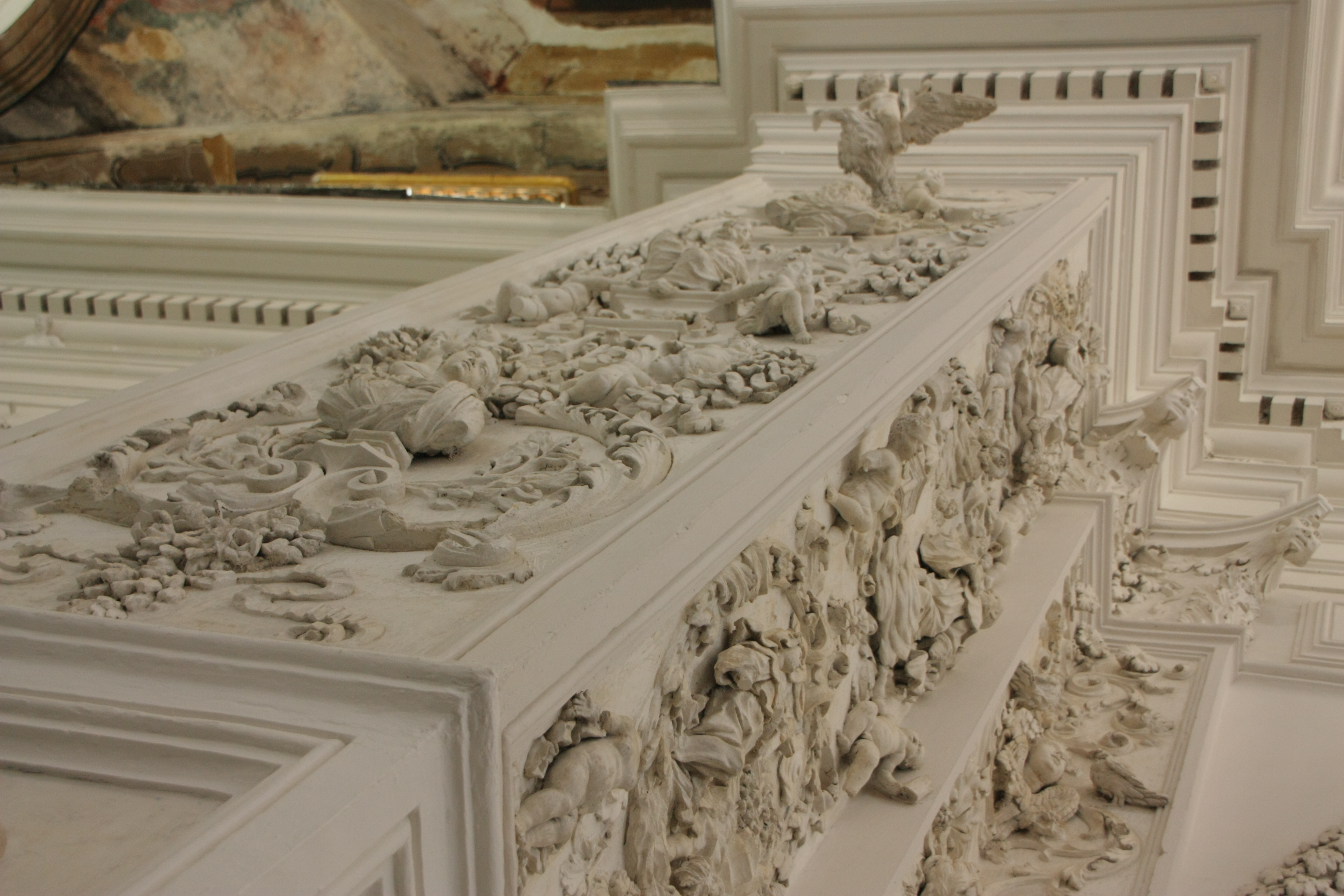
Église du Purgatoire, Agrigente : détail des stucs
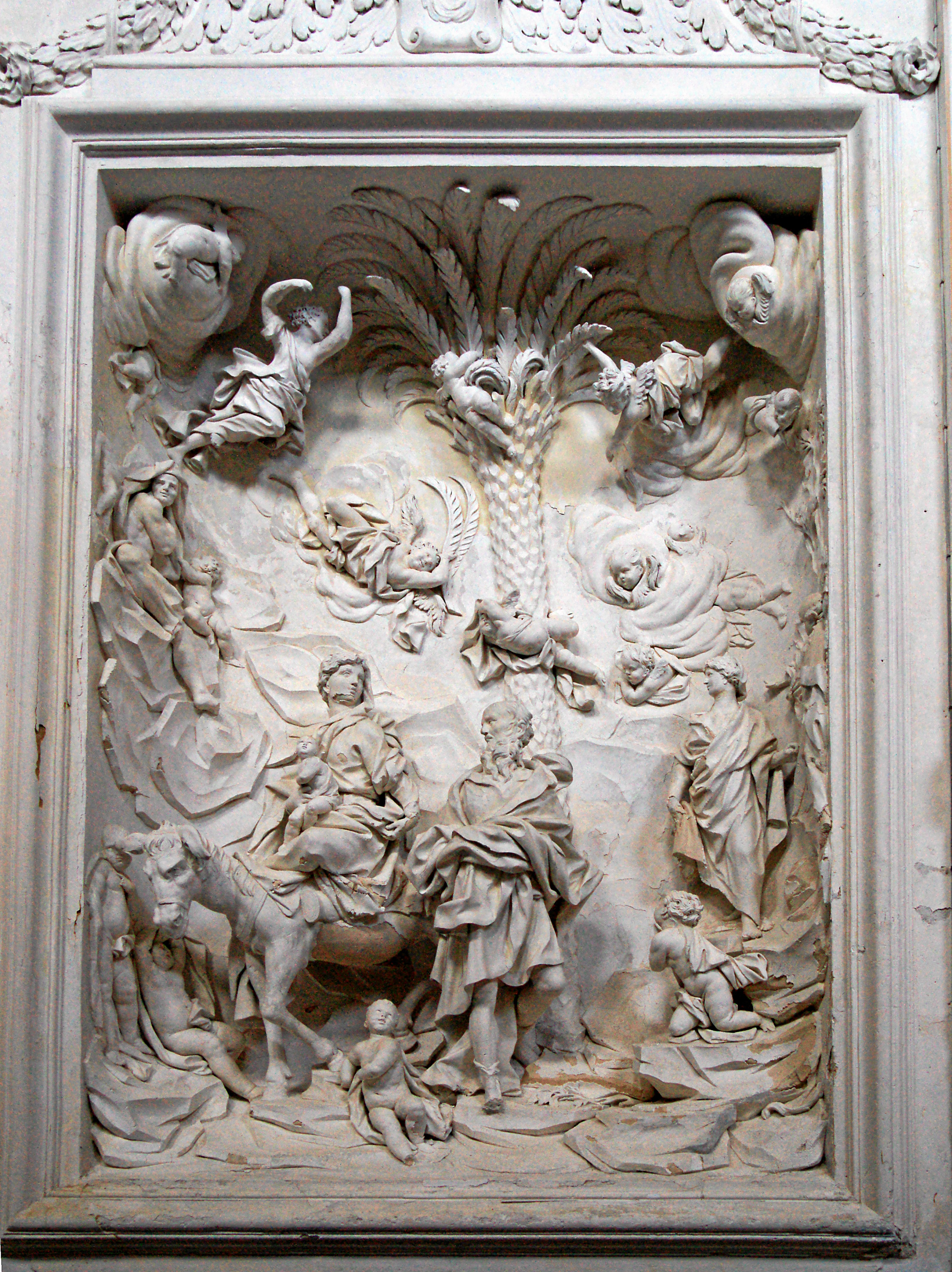
Église du Saint-Esprit, Agrigente : la Fuite en Égypte
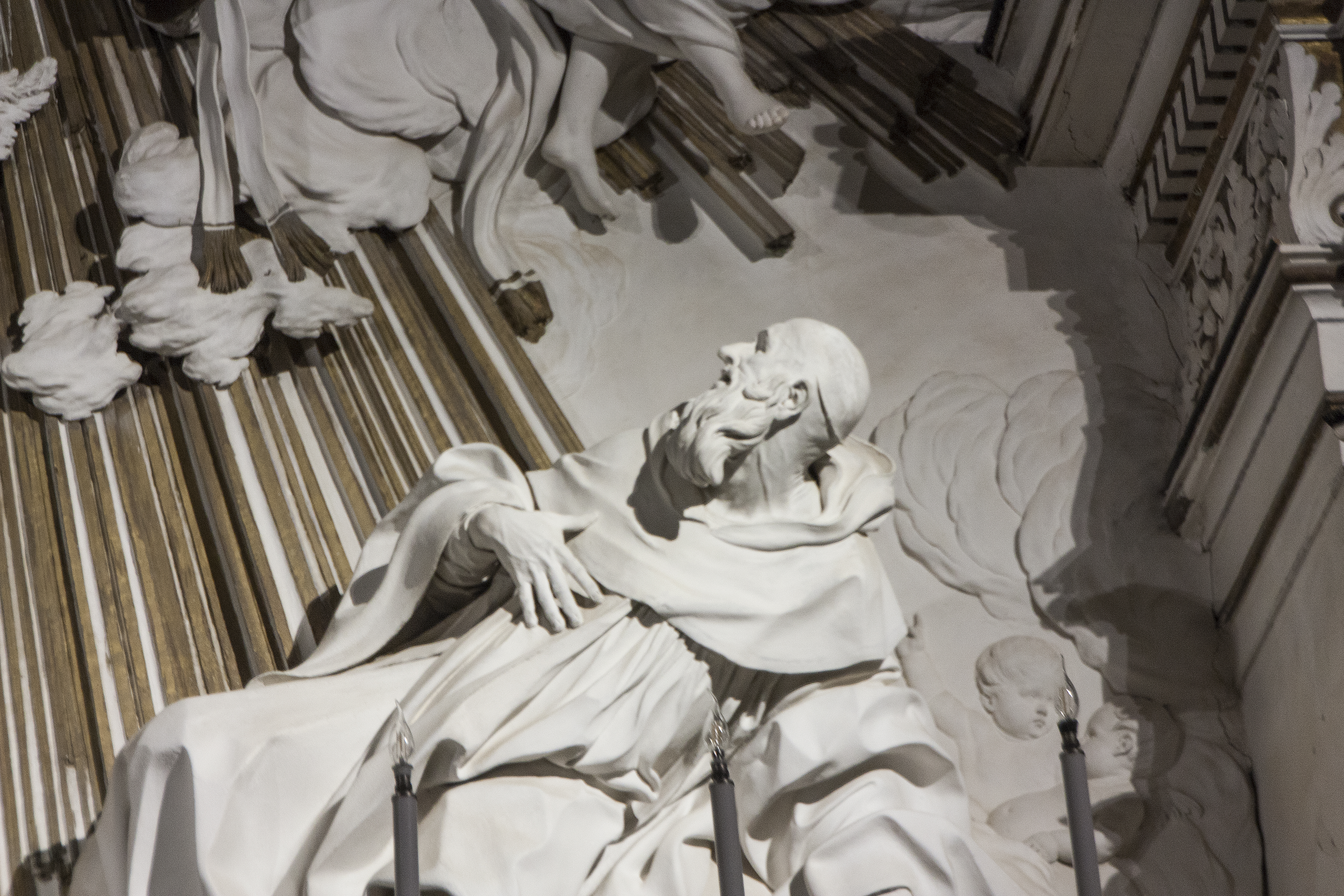
Église du Saint-Esprit, Agrigente : stucs de l'autel